# 谷あさこ
谷 あさこ（たに あさこ、1993年5月20日 - ）は、日本のタレント、フリーアナウンサーである。2022年11月末までスペースクラフトエージェンシーに所属。旧名義は谷 亜沙子（読み同じ）。

## 略歴
法政大学女子高校卒業後、法政大学文学部哲学科に進学。
2014年2月1日、アイドルグループP.IDLのチームPメンバーに選出。同年5月7日、デビューシングル『少女のままじゃいられない』をリリース。表題曲メンバーとして選抜され、イベント等に出演するも、同月15日付けでグループを脱退。
大学在学中からスプラウトに所属し、タレントおよびフリーアナウンサーとして活動。アナウンサーは将来の夢の一つに挙げており、テレビ局などへの就職活動のため退所。
その後、アナウンサー試験に失敗。フリーアナウンサーの肩書きであるが、おもにタレントとして活動する。下記AbemaTV『美女ランチ』の1コーナー「美女ニュース」ではニュース読みを担当した。
2017年3月13日発売の集英社『週刊プレイボーイ』で初のグラビアモデルを務める。その後、日本テレビ『有吉ゼミ』やTBS『ニンゲン観察バラエティ モニタリング』などのバラエティ番組を中心に活動。地方の情報番組などにも出演している。
その他、イベントMCなど多彩に活動している。
2020年にスペースクラフトエージェンシー所属となり、名義を現在の名義に変更（画数が良かったため）。
2021年12月、「TinderBox」のブランドアンバサダーに就任した。
2022年11月末日をもってスペースクラフトエージェンシーとの契約終了。

## 人物
- 趣味は料理、食べ歩き、旅行、韓国語。
- 特技は大食い（※お寿司98皿、うどん16玉、肉3.8kg、ハンバーグ250ｇ14個など[9]）。大学生で上京し、焼肉店一軒分の肉を平らげた際に自身の大食に気付き[9]、1か月の食費が約30万円かかるという[10]。
- スリーサイズは2018年時点では83・61・84でFカップ[5]、2020年時点では81・60・85[3][11]。

## 出演

### ウェブテレビ
- お願い!ランキング#54（2016年8月2日、AbemaSPECIAL PLUS）
- 美女ランチ（2016年12月5日 - 9日、AbemaSPECIAL2）

### テレビ
- SMAP×SMAP（2016年6月27日、フジテレビ)
- 有吉ゼミ（2017年1月16日 - 8月、日本テレビ）
- 聞いてた話と違います！～ブームに潜む落とし穴～（2017年7月7日、フジテレビ）[12]
- ニンゲン観察バラエティ『モニタリング』（2017年8月11日[13]、TBS）
- 前略、大徳さん（2017年11月5日、中京テレビ）
- 良かれと思って!（2018年2月21日、フジテレビ）
- ウワサのお客さま（2020年1月10日・5月29日、フジテレビ）
- 美BODYサロン（2020年5月28日 - 2021年3月、BSフジ）MCアシスタント[14]

### ラジオ
- gee up sprout （151031、FMサルース）
- オレたちゴチャ・まぜっ!〜集まれヤンヤン〜（2017年4月16日 - 2018年4月14日、MBSラジオ） - ヤンヤンガールズ9期生

### CM
- トヨタUグループ「3年カレシ」（2017年、トヨタUグループ）

## 作品

### 写真集
- Cherie（2021年1月23日、ビーエスフジ）[15][16]